# Paris-Bourges 2012
Paris-Bourges 2012 est la 62e édition de la course cycliste française Paris-Bourges se déroulant le 4 octobre 2012 entre Gien (Loiret) et Bourges (Cher), sur une distance de 190,9 kilomètres.
La course fait partie du calendrier UCI Europe Tour 2012 en catégorie 1.1 et est remportée par le Français Florian Vachon (Bretagne-Schuller).

## Présentation

### Équipes
25 équipes sont au  départ de la course : huit équipes UCI WorldTeam, neuf équipes continentales professionnelles et sept équipes continentales ainsi qu'une équipe régionale.
| ProTeams (8)- Saxo Bank-Tinkoff Bank - Sky - RadioShack-Nissan - Katusha Team - Orica-GreenEDGE - FDJ-BigMat - Vacansoleil - DCM - AG2R La Mondiale Équipes continentales professionnelles (9)- Topsport Vlaanderen-Mercator - Team Type 1-Sanofi - NetApp - Argos-Shimano - Saur-Sojasun - Landbouwkrediet-Euphony - Team Europcar - Cofidis, le Crédit en Ligne - Bretagne-Schuller Équipes continentales (7)- La Pomme Marseille - Véranda Rideau-Super U - Differdange-Magic-SportFood.de - Roubaix Lille Métropole - Endura Racing - Jo Piels - Auber 93 Équipe régionale et de club- AVC Aix-en-Provence |
| |

## Classement final
| \| Classement général \| Classement général \| Classement général \| Classement général \| Classement général \| \| Coureur \| Coureur \| Pays \| Équipe \| Temps \| \| ------------------ \| ------------------ \| ------------------ \| --------------------------- \| ------------------ \| \| 1er \| Florian Vachon \| France \| Bretagne-Schuller \| 4 h 41 min 59 s \| \| 2e \| Nacer Bouhanni \| France \| FDJ-BigMat \| + 3 s \| \| 3e \| John Degenkolb \| Allemagne \| Argos-Shimano \| + 3 s \| \| 4e \| Jonathan Hivert \| France \| Saur-Sojasun \| + 3 s \| \| 5e \| Paul Voss \| Allemagne \| Endura Racing \| + 3 s \| \| 6e \| Samuel Dumoulin \| France \| Cofidis, le Crédit en Ligne \| + 3 s \| \| 7e \| Björn Leukemans \| Belgique \| Vacansoleil-DCM \| + 3 s \| \| 8e \| Leonardo Duque \| Colombie \| Cofidis, le Crédit en Ligne \| + 3 s \| \| 9e \| Yannick Martinez \| France \| La Pomme Marseille \| + 3 s \| \| 10e \| Ben Hermans \| Belgique \| RadioShack-Nissan \| + 3 s \| |                  |           |                             |                 |
| |                  |           |                             |                 |
| Source : ProCyclingStats |                  |           |                             |                 |
| Classement général |                  |           |                             |                 |
| Coureur | Coureur          | Pays      | Équipe                      | Temps           |
| 1er | Florian Vachon   | France    | Bretagne-Schuller           | 4 h 41 min 59 s |
| 2e | Nacer Bouhanni   | France    | FDJ-BigMat                  | + 3 s           |
| 3e | John Degenkolb   | Allemagne | Argos-Shimano               | + 3 s           |
| 4e | Jonathan Hivert  | France    | Saur-Sojasun                | + 3 s           |
| 5e | Paul Voss        | Allemagne | Endura Racing               | + 3 s           |
| 6e | Samuel Dumoulin  | France    | Cofidis, le Crédit en Ligne | + 3 s           |
| 7e | Björn Leukemans  | Belgique  | Vacansoleil-DCM             | + 3 s           |
| 8e | Leonardo Duque   | Colombie  | Cofidis, le Crédit en Ligne | + 3 s           |
| 9e | Yannick Martinez | France    | La Pomme Marseille          | + 3 s           |
| 10e | Ben Hermans      | Belgique  | RadioShack-Nissan           | + 3 s           |